# PZL.38 Wilk
Die PZL P.38 „Wilk“ (deutsch Wolf) sollte ein universell einsetzbares Kampfflugzeug des polnischen Herstellers PZL werden.

## Geschichte

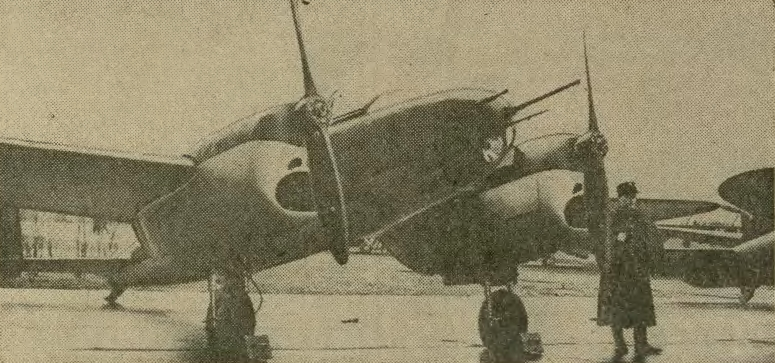
PZL.38 Wilk

Das Flugzeug P.38 „Wilk“ wurde Mitte der 1930er-Jahre entworfen und hatte 1938 seinen Erstflug. Es folgte der Luftkriegsdoktrin Frankreichs und Großbritanniens, die ebenfalls universelle Kampfflugzeuge entwickelten (Amiot 143, Potez 63, Breguet 693). Basierend auf den Erfahrungen aus den Kolonialkriegen Frankreichs und Großbritanniens sollte dieser universelle Flugzeugtyp als Jagdflugzeug mit größerer Reichweite die eigenen Bomber decken und gegnerische abfangen können, aber auch als Aufklärer, Sturzkampfbomber und Tiefangriffsflugzeug zum Einsatz kommen. Es sollte sich jedoch zeigen, dass diese Flugzeugklasse keine der vorgesehenen Aufgaben tatsächlich effektiv erfüllen konnte. Im Verlauf des Krieges bewährten sich diese Flugzeuge nur als Nachtjäger, in deren Rolle auch die ähnlich ausgelegte und sonst erfolglose Messerschmitt Bf 110 zu Erfolgen kam. Das größte Problem der im Zweiten Weltkrieg nicht mehr zum Einsatz gelangten P.38 „Wilk“ waren jedoch die viel zu schwachen verfügbaren Motoren, welche den Serienbau bis zum Einmarsch der deutschen Truppen verhinderten.

## Konstruktion
Die P.38 „Wilk“ war eine sehr moderne und aerodynamisch gelungene Metallkonstruktion mit zwei Triebwerken unter den Tragflächen. Für eine bessere Schussfreiheit nach hinten war ein Doppelleitwerk vorgesehen. Das Spornfahrwerk war in die Motorgondeln einziehbar.
P.38/I „Wilk“Ein Exemplar mit PZL-Foka-II-Motoren mit 462 kW (628 PS).
P.38/II „Wilk“Ein Exemplar mit Ranger SGV-770B-Motoren mit 388 kW (528 PS).

## Technische Daten P.38/I „Wilk“

Dreiseitenriss

| Kenngröße             | Daten                                  |
| --------------------- | -------------------------------------- |
| Besatzung             | 2                                      |
| Länge                 | 8,35 m                                 |
| Spannweite            | 11,05 m                                |
| Höhe                  | 2,50 m                                 |
| Leermasse             | 1715 kg                                |
| Startmasse            | 2770 kg                                |
| Höchstgeschwindigkeit | 465 km/h                               |
| Gipfelhöhe            | 10.000 m                               |
| Reichweite            | 1250 km                                |
| Triebwerke            | 2 × PZL Foka II mit je 462 kW (628 PS) |